# Хрест Прібіни
Хрест Прібіни (словац. Pribinov kríž) — державна нагорода Словаччини.
Хрест Прібіни був заснований Законом № 37/1994 від 2 лютого 1994 року.
Названий на честь Прібіни — першого відомого правителя на землях сучасної Словаччини, князя Нітранського (825—833) і Блатенського князівств (840—860).

## Підстави для нагородження
Хрестом Прібіни нагороджуються громадяни Словаччини за видатні заслуги і діяльність з розвитку економічного, соціального та культурного життя Словацької Республіки.
Кожен президент Словаччини є кавалером Хреста Прібіни першого класу.
Орден має три класи. Найвищий — І клас.
| Зображення Хреста Прібіни | Зображення Хреста Прібіни | Зображення Хреста Прібіни |
| ------------------------- | ------------------------- | ------------------------- |
| I класу                   | II класу                  | III класу                 |
| Стрічки Хреста Прібіни    |                           |                           |
| I класу                   | II класу                  | III класу                 |

Серед нагороджених Хрестом Прібіни I класу:
- Іван Гашпарович
- Войтех Замаровський
- Міхал Ковач
- Александр Дубчек (2000)
- Мілан Руфус (2009)
- Душан Юркович
- Ладислав Худик
- Рудольф Шустер